# Arabella Churchill (maîtresse royale)
Arabella Churchill (23 février 1648 – 30 mai 1730), fut la maîtresse du roi Jacques II d'Angleterre et la mère de quatre de ses enfants (surnommés Fitz-James-Stuart, « fils de Jacques Stuart »). Arabella était la fille de sir Winston Churchill (un ancêtre du premier ministre du même nom) et d'Élisabeth Drake.
Sœur aînée de John Churchill, 1er duc de Marlborough, elle commence sa liaison avec Jacques, alors duc d'York, vers 1665, alors qu'il est encore marié à Anne Hyde. Arabella est devenue dame d'honneur de la duchesse cette année-là et a donné naissance à deux enfants durant la vie d'Anne. Quelque temps après 1674, elle épouse Charles Godfrey et a trois enfants de lui.

## Les enfants de Jacques II d'Angleterre
- Henrietta FitzJames (1667-3 avril 1730) ;
- Jacques Fitz-James (1670-1734), 1er duc de Berwick ;
- Henry FitzJames (1673-1702), 1er duc d'Albemarle ;
- Arabella FitzJames (1674 – 7 novembre 1704), devint religieuse.

## Les enfants de Charles Godfrey
- Élisabeth Godfrey, épousa Hungerford Dunch.
- Charlotte Godfrey, mariée à Hugues Boscawen, 1er vicomte Falmouth.
- Francis Godfrey.